# Novo Goražde
Novo Goražde (v srbské cyrilici Ново Горажде) je město a sídlo opštiny v Republice srbské, v Bosně a Hercegovině. Nachází se v východní části země, v blízkosti údolí řeky Driny. Dříve neslo název Ustiprača (v srbské cyrilici Устипрача). V roce 2013 mělo 2056 obyvatel. Obcí kdysi procházela tzv. Bosenská východní dráha, úzkorozchodná železnice, která spojovala Sarajevo s údolím řeky Driny. Původní název Ustiprača odkazoval na ústí řeky Prača do nedaleké Driny.

## Galerie

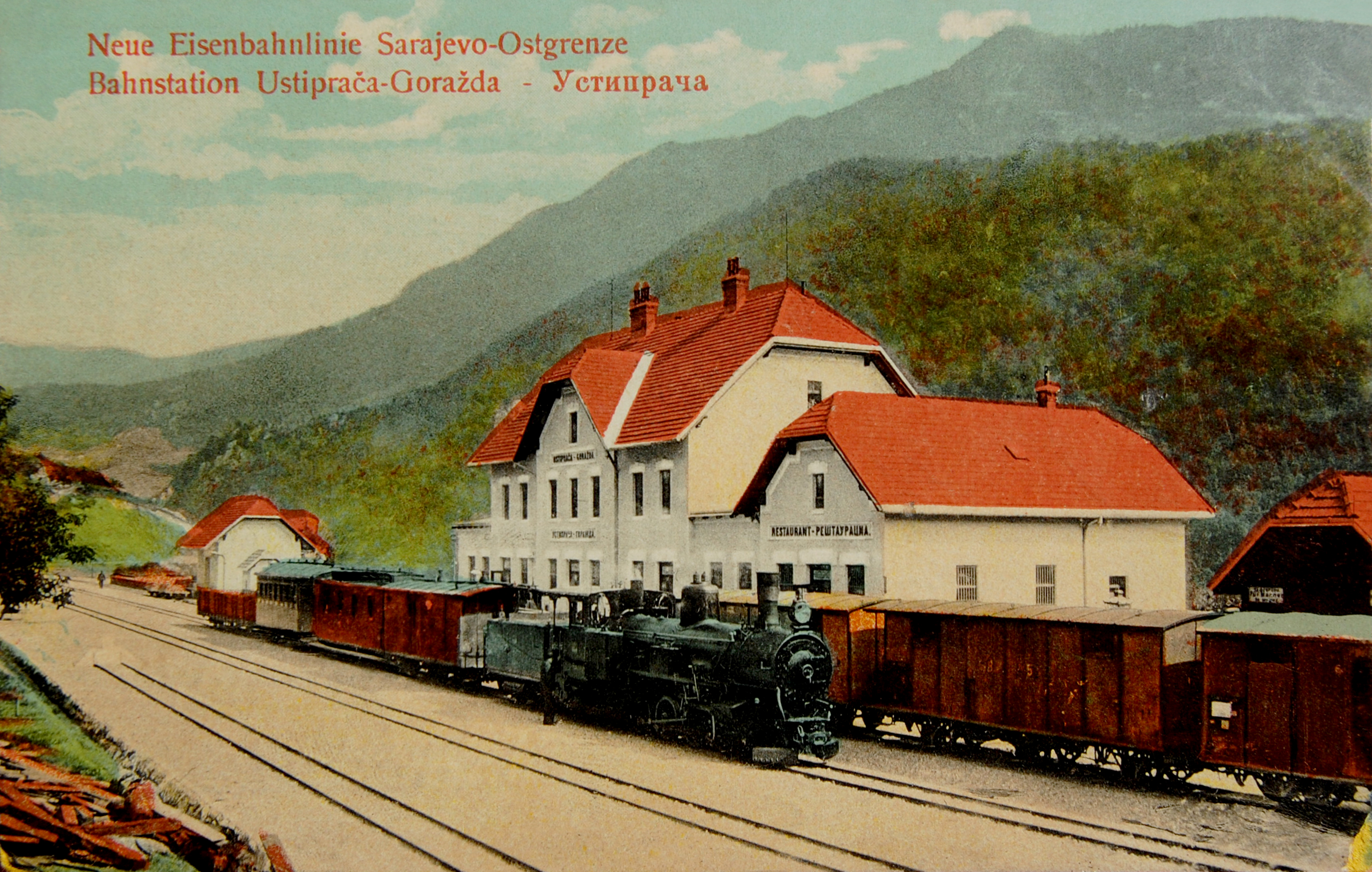
Železniční stanice Ustiprača v roce 1906
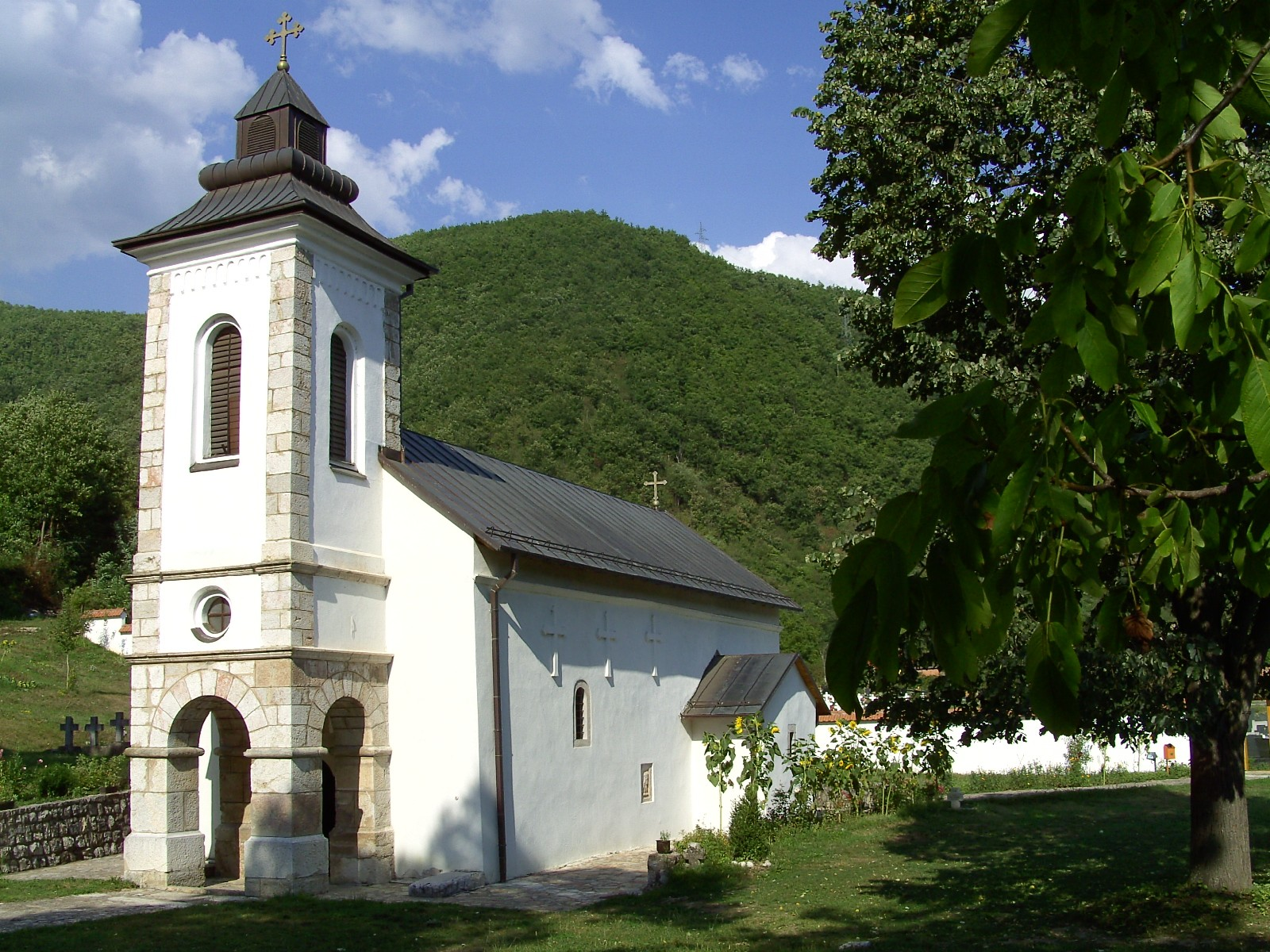
Kostel sv. Jiří v nedaleké vesnici Sopotnica (Novo Goražde)
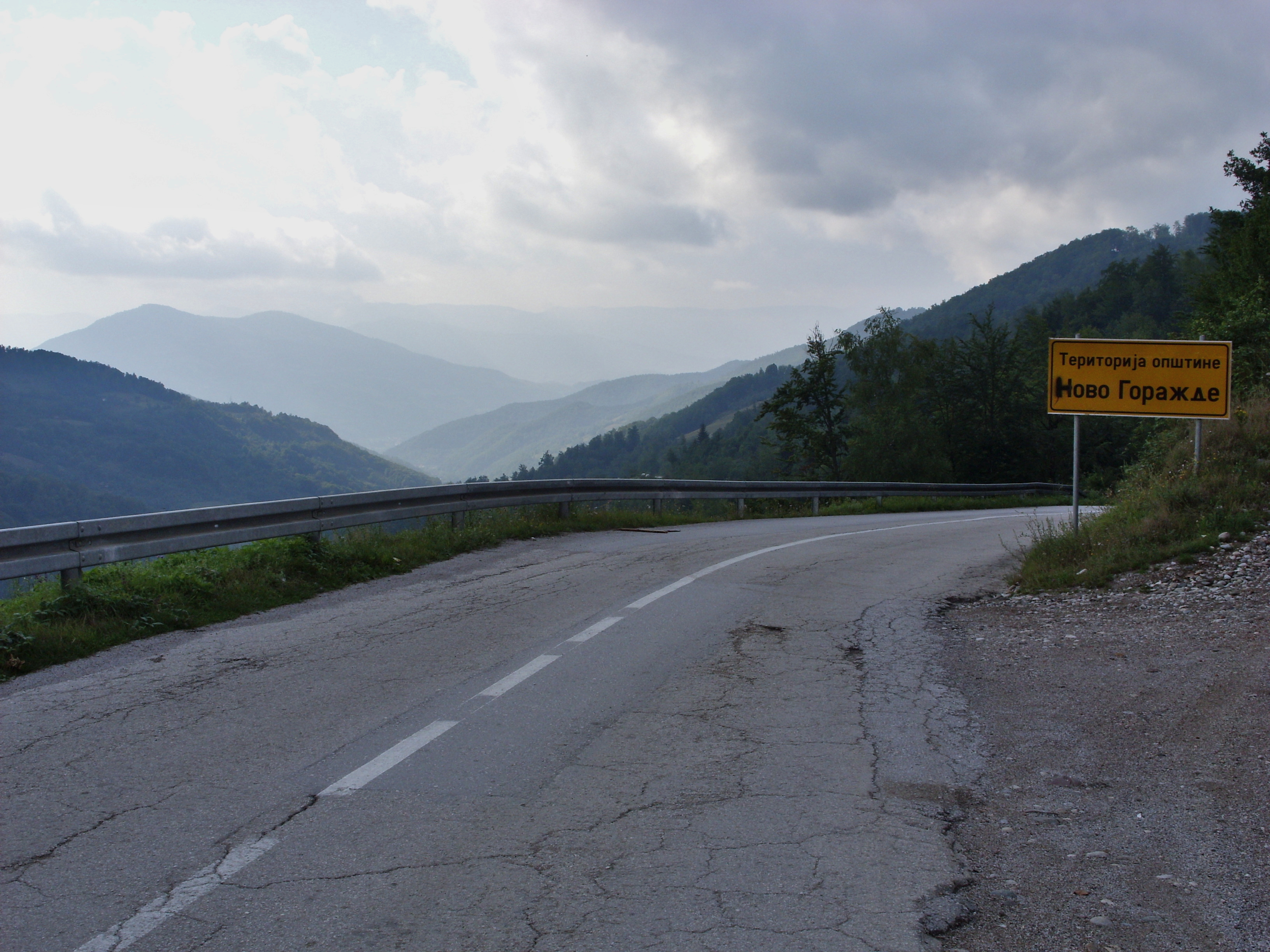
Silnice do Nového Goražde
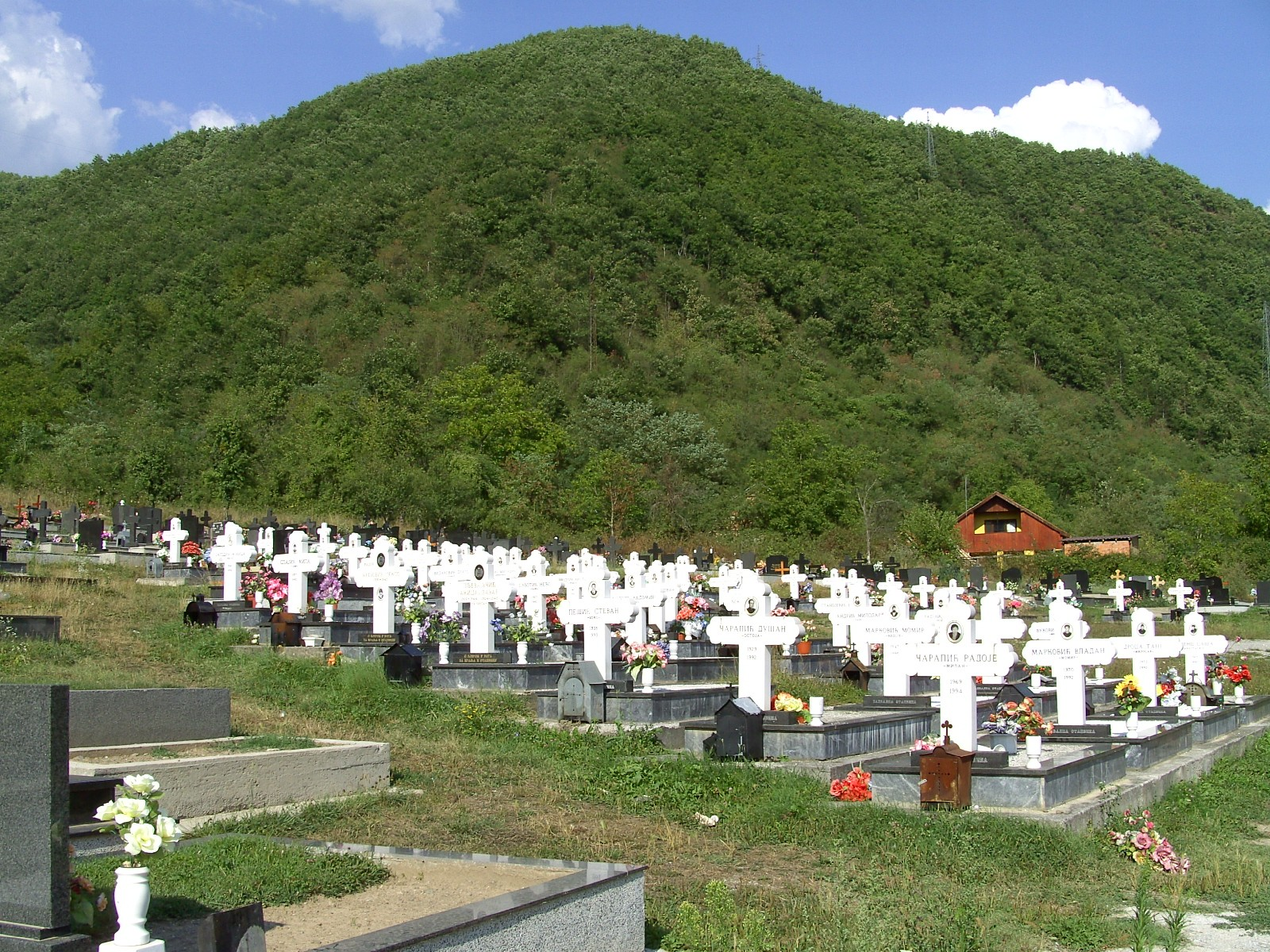
Hřbitov